# 光國
光國，先秦小型诸侯国，在今山西省祁县、高平县，河南省光山县。前650年代亡于楚国。
光國始祖吉光，出自姞姓，是奚仲的后裔。商朝时，光國在在今山西省祁县、高平县一带，当地有通光水、光狼城。商朝中后期，光國人迁居到今河南省光山县附近。楚国灭弦國时灭亡了光國。